# 234
| 234                |
| ------------------ |
| Dødsfald - Fødsler |
|                    |

| Gregoriansk kalender | 234 CCXXXIV             |
| Ab urbe condita      | 987                     |
| Armensk kalender     | I/T                     |
| Kinesiske kalender   | 2930 – 2931 癸丑 – 甲寅 |
| Etiopisk kalender    | 226 – 227               |
| Jødisk kalender      | 3994 – 3995             |
| Hindukalendere       |                         |
| - Vikram Samvat      | 289 – 290               |
| - Shaka Samvat       | 156 – 157               |
| - Kali Yuga          | 3335 – 3336             |
| Iransk kalender      | 388 BP – 387 BP         |
| Islamisk kalender    | 400 BH – 399 BH         |

Se også 234 (tal)